# Kintpuash
Kintpuash (Colpisce l'Acqua Violentemente), meglio noto come Capitan Jack (Lago Tule, 1837 circa – Fort Klamath, 3 ottobre 1873) è stato un capo nativo americano della tribù Modoc stanziata in California ed Oregon, e ne fu la guida durante la guerra Modoc.

## Storia dei Modoc
Nel 1864 i Modoc vivevano nella loro terra natale nei pressi del lago Tule, sul confine tra California ed Oregon. A causa del desiderio dei coloni bianchi di coltivare terre fertili, furono spostati nella riserva Klamath in Oregon sudoccidentale, territorio dei loro rivali storici, i Klamath. Dato che i Klamath erano più numerosi dei nuovi arrivati, e che la riserva era da sempre terra Klamath, i Modoc furono maltrattati.
Nel 1865 Kintpuash, un capo Modoc meglio conosciuto col nome di Capitan Jack, guidò i Modoc fino alla terra natale. Nel 1869 furono accerchiati dallo United States Army e riportati nella riserva, ma le condizioni non migliorarono e Capitan Jack guidò un gruppo di circa 180 Modoc nell'area del lago Tule nell'aprile del 1870.

## La guerra Modoc (1872-1873)
Nel 1872 l'esercito fu mandato a catturare la tribù di Capitan Jack per riportarla nella riserva. Il 29 novembre mentre stavano negoziando la resa a Lost River in Oregon, scoppiò una lotta tra un soldato ed un guerriero Modoc. Ne conseguì la breve battaglia di Lost River, e Jack colse l'opportunità per guidare i suoi uomini nelle terre oggi note come Lava Beds National Monument. La tribù si insediò in una fortezza naturale, oggi definita Captain Jack's Stronghold, composta da molte grotte e trincee nei canali scavati dalla lava. Quando alla fine furono localizzati, l'esercito attaccò il 17 gennaio 1873. L'esercito subì 35 caduti e molti feriti, mentre tra i Modoc non ci furono perdite.
I consiglieri di Capitan Jack suggerirono l'idea che l'esercito se ne sarebbe andato se ne fosse stato ucciso il capo, generale Edward Canby. Jack sperava, invece, di trovare una soluzione pacifica al conflitto, ed iniziò i negoziati con una delegazione statunitense. Durante i negoziati durati mesi le War Hawk Modoc aumentarono la propria influenza. Jack fu umiliato, ed i suoi avversari gli lanciarono un cappello da donna per privarlo della sua virilità. Per sostenere la propria influenza, Jack accettò il loro piano: organizzò un incontro con la delegazione (di cui Canby era il leader) con l'idea di ucciderli tutti. Durante l'incontro dell'11 aprile Capitan Jack e molti altri Modocs estrassero le pistole ad un preciso segnale concordato, ed uccisero due dei capi della commissione. Capitan Jack uccise Canby mentre Boston Charley eliminò il reverendo Eleazar Thomas. Canby fu l'unico generale ucciso nel corso delle guerre indiane (il grado del cosiddetto "generale" Custer era in realtà quello di tenente colonnello). L'omicidio non riscosse l'effetto desiderato, ed il successore di Canby, il generale Jefferson Columbus Davis, portò altri 1000 soldati come rinforzo. Il 14 aprile l'esercito attaccò la roccaforte obbligando i Modoc a fuggire.

## Cattura di Jack
Nei mesi seguenti vari gruppi di Modoc continuarono a combattere l'esercito, mentre altri iniziarono ad arrendersi. Capitan Jack evitò il contatto con l'esercito finché molti Modoc accettarono di dargli la caccia e consegnarlo. Tra loro c'erano Hooker Jim, Bogus Charley, Shacknasty Jim e Steamboat Frank. Il 1º giugno Capitan Jack si arrese, deponendo a terra il proprio fucile. Fu condotto a Fort Klamath, ed il 3 ottobre 1873 fu impiccato per l'omicidio del generale Canby e del reverendo Thomas. Black Jim, John Schonchin e Boston Charley furono impiccati con lui.
Dopo l'esecuzione il corpo di Capitan Jack fu portato con un treno merci a Yreka, con l'ordine di imbalsamarlo per essere usato come attrazione negli stati orientali. Non fu fatto a causa, si disse, della segretezza richiesta dall'esercito. In realtà tutte le teste degli uomini impiccati furono tagliate dai corpi a Fort Klamath e spedite il 25 ottobre alle collezioni dell'Army Medical Museum di Washington Nel 1898 i teschi furono trasferiti allo Smithsonian Institution. Negli anni 1970 i discendenti di Capitan Jack acquistarono il teschio dallo Smithsonian. Nel 1984 lo Smithsonian restituì i resti ai parenti di Kintpuash, assieme ai teschi di Boston Charley, Black Jim e John Schonchin, ed a quello di una donna sconosciuta recuperata nelle grotte in cui si rifugiarono.

## Retaggio
La "Captain Jack Substation", una sottostazione elettrica della Western Area Power Administration (WAPA), situata nei pressi di Captain Jack's Stronghold, prese da lui il nome. È l'estremità settentrionale del Path 66, una linea di trasmissione elettrica. La sottostazione si trova alle coordinate 42°04′38.06″N 121°23′25.47″W.
Charles Bronson interpretò il ruolo di Capitan Jack nel western del 1954 intitolato Rullo di tamburi.
Capitan Jack è un personaggio principale del romanzo storico di Terry Johnston intitolato Devil's Backbone: The Modoc War, 1872-3 (1991); e nel libro di Arthur Quinn intitolato Hell with the Fire Out: A History of the Modoc War, (1997).